# Bakterióma
A bakterióma egyes rovarok specializált szerve, ami elsődleges endoszimbionta baktériumok számára nyújt életteret. A bakteriómákban lévő specializált sejtek, a bakteriociták tápanyagokat és védelmet nyújtanak a baktériumokban és megvédik tőlük a gazdaszervezetet. Cserébe a baktériumok alapvető tápanyagokat, például vitaminokat és aminosavakat termelnek a gazdarovar számára.
Az elsődleges endoszimbiózisra jellemző, hogy a gazdaszervezet látja el tápanyaggal a baktériumokat, melyekben extrém méretű a genomméret csökkenése (x<<1 mB), hiányzik a génfelvétel, nincsenek fágok, nincsenek mobil genetikai elemek, nincs genomátrendeződés.
Egyes rovarok, például a Homalodisca vitripennis kabócafaj egynél több baktériumfajnak is otthont adnak. A kagylóspajzstetű-félék (Diaspididae) bakteriómái egyedi genetikai és nemi tulajdonságokkal bírnak. Például, minden kromoszómából öt másolat van bennük – magukban foglalják az anya teljes genomjának két kópiáját.

## Fordítás
- Ez a szócikk részben vagy egészben a Bacteriome című angol Wikipédia-szócikk ezen változatának fordításán alapul.  Az eredeti cikk szerkesztőit annak laptörténete sorolja fel. Ez a jelzés csupán a megfogalmazás eredetét és a szerzői jogokat jelzi, nem szolgál a cikkben szereplő információk forrásmegjelöléseként.